# バレーボールオランダ女子代表
バレーボールオランダ女子代表（バレーボールオランダじょしだいひょう）は、バレーボールの国際大会で編成されるオランダの女子バレーボールナショナルチームである。
1947年に国際バレーボール連盟へ加盟。

## 歴史
1995年、自国開催のヨーロッパ選手権で優勝。代表監督経験者のアヴィタル・セリンジャーが過去久光製薬スプリングスの監督、そして父のアリー・セリンジャーはパイオニアレッドウィングスの監督をするなど日本との関係は深く、日本を知り尽くす親子鷹でもある。その為近年の代表チームには高さに「粘り」を加えたバレースタイルになっている。
2006年世界選手権は1次ラウンドを3勝2敗の3位で通過すると、2次ラウンドは3位で終えてファイナルラウンドに進出。ファイナルラウンド初戦は開催国日本との対戦、1－3で敗れると7位決定戦はキューバに0－3で敗れ、最終成績8位となった。若きエースであるマノン・フリールは成長も著しく、国家体制で代表チームを強化してきた結果が着実に身を結んでいる。
2007年ワールドグランプリの予選では日本を降すなど5位で決勝ラウンドに進出すると、中国、イタリア、ブラジル、ポーランド、ロシアなど強豪を次々と降し、初優勝の快挙を成し遂げた。大会MVPにはエースのマノン・フリールが選ばれた。しかしその後に行われた2007欧州選手権では5位に終わりワールドカップ2007の切符を逃した。
さらに2008年北京五輪ヨーロッパ予選では5位だったため、世界最終予選に出場できず事実上オリンピックの出場を逃した。しかし、2009年に入り2009年ワールドグランプリの初戦で日本にストレート勝ちをするなど、近年強くなってきている。同年のヨーロッパ選手権では準決勝で開催国のポーランドを下して決勝に進出、イタリアに敗れたが準優勝を果たした。
2016年6月のリオデジャネイロオリンピック世界最終予選を突破し、20年ぶりの五輪出場を決めた。
2016年8月のリオデジャネイロオリンピックでは、予選ラウンド2位で通過すると、準々決勝で韓国に3-1で勝利し初めてベスト4に駒を進めた。準決勝では中国に1-3、3位決定戦ではアメリカに1-3と負け、メダルには届かなかった。
2018年9月-10月に開催された世界選手権では、1次ラウンドを日本といった強豪国を破り、5勝0敗で1位で通過すると、続く2次ラウンドをブラジルにフルセット負けをしたものの、8勝1敗で1位で通過する。3次ラウンドでは中国に負けたがアメリカにフルセットで勝利し、1勝1敗でベスト4進出が決まる。準決勝では予選でストレート勝ちしたセルビアを相手に1-3と、3位決定戦では中国と対戦し0-3で負け、リオデジャネイロオリンピックと同様にメダルには届かなかった。

## 過去の成績

### オリンピックの成績
| 1964年から1988年まで出場なし - 1992年 - 6位 - 1996年 - 5位 - 2000年 - 最終予選敗退 - 2004年 - 欧州予選敗退 | - 2008年 - 欧州予選敗退 - 2012年 - 欧州予選敗退 - 2016年 - 4位 - 2020年 - 欧州予選敗退 |  |

### 世界選手権の成績
| - 1952年 - 不参加 - 1956年 - 10位 - 1960年 - 不出場 - 1962年 - 12位 - 1967年 - 不出場 - 1970年 - 14位 | - 1974年 - 16位 - 1978年 - 17位 - 1982年 - 16位 - 1986年 - 不出場 - 1990年 - 9位 - 1994年 - 9位 | - 1998年 - 7位 - 2002年 - 9位 - 2006年 - 8位 - 2010年 - 11位 - 2014年 - 13位 - 2018年 - 4位 - 2022年 - 12位 |

### ワールドカップの成績
- 1995年 - 8位
- 1999年 - 不参加
- 2003年 - 不参加
- 2007年 - 不参加
- 2011年 - 不参加
- 2015年 - 不参加
- 2019年 - 8位

### 欧州選手権の成績
| - 1949年 - 7位 - 1951年 - 5位 - 1958年 - 10位 - 1963年 - 9位 - 1967年 - 7位 - 1971年 - 9位 - 1975年 - 11位 - 1977年 - 10位 - 1979年 - 6位 | - 1981年 - 9位 - 1983年 - 11位 - 1985年 - 3位 - 1987年 - 5位 - 1991年 - 準優勝 - 1993年 - 7位 - 1995年 - 優勝 - 1997年 - 9位 - 1999年 - 5位 | - 2001年 - 5位 - 2003年 - 4位 - 2005年 - 5位 - 2007年 - 5位 - 2009年 - 準優勝 - 2011年 - 7位 - 2013年 - 9位 - 2015年 - 準優勝 - 2017年 - 準優勝 - 2019年 - 5位 - 2021年 - 4位 - 2023年 - 3位 |

## 現在の代表
2018年FIVBバレーボールネーションズリーグに登録されたメンバー。
| 監督 | ジェミー・モリソン                       | ジェミー・モリソン | ジェミー・モリソン | ジェミー・モリソン          | ジェミー・モリソン | ジェミー・モリソン |
| No.  | 選手名                                   | シャツネーム       | 身長               | 所属                        | P                  | 備考               |
| 1    | キルステン・クニップ                     | Knip               | 176                | Ladies in Black Aachen      | L                  |                    |
| 2    | フェムケ・ストルテンボルフ               | Stoltenborg        | 190                | Allianz MTV Stuttgart       | S                  |                    |
| 3    | イフォン・ベリエン                       | Beliën             | 188                | Bursa BBSK                  | MB                 |                    |
| 4    | セレステ・プラク                         | Plak               | 190                | Novara                      | OH                 |                    |
| 5    | ロビン・デクライフ                       | de Kruijf          | 193                | Conegliano                  | MB                 |                    |
| 6    | マレト・バルケステイン＝フロットヒュース | Balkestein         | 180                | Casalmaggiore               | OH                 | キャプテン         |
| 7    | ジュリエット・ロホイス                   | Lohuis             | 190                | USCミュンスター             | MB                 |                    |
| 8    | サラ・ファンアーレン                     | Van Aalen          | 183                | Talent Team Papendal/Arnhem | S                  |                    |
| 9    | ミルテ・スホート                         | Schoot             | 184                | ドレスナーSC                | L                  |                    |
| 10   | ロンネケ・スローティエス                 | Sloetjes           | 192                | ワクフバンク                | OP                 |                    |
| 11   | アンネ・バイス                           | Buijs              | 191                | Nilüfer Belediyesi          | OH                 |                    |
| 12   | ブリット・ボンハールトス                 | Bongoerts          | 185                | Ladies in Black Aachen      | S                  |                    |
| 13   | デミ・コーレファール                     | Korevaar           | 187                | Talent Team Papendal/Arnhem | MB                 |                    |
| 14   | ラウラ・ダイケマ                         | Dijkema            | 184                | Bisonte Firenze             | S                  |                    |
| 16   | スサンネ・コス                           | Kos                | 187                | Talent Team Papendal/Arnhem | MB                 |                    |
| 17   | ニコレ・アウデ                           | Oude Luttikhuis    | 191                | Ladies in Black Aachen      | MB                 |                    |
| 18   | マリット・ヤスペル                       | Jasper             | 180                | ドレスナーSC                | OH                 |                    |
| 19   | ニカ・ダールデロップ                     | Daalderop          | 188                | Allianz MTV Stuttgart       | OH                 |                    |
| 20   | テッサ・ポルデル                         | Polder             | 189                | Ladies in Black Aachen      | MB                 |                    |
| 22   | ニコレ・コールハース                     | Koolhaas           | 198                | CSM Bucuresti               | MB                 |                    |
| 24   | ヘステル・ヤスペル                       | Jasper             | 175                | VC Sneek                    | OH                 |                    |

## 歴代代表選手
| - エレス・レフェリンク - リエッテ・フレッデルス - キム・スタエレンス - ハイーネ・スタエレンス - イングリッド・フィッセール - フランシーヌ・フールマン - ヤネカ・ファンティエネン - エルケ・バインホーフェン - アリス・ブロム - マノン・フリール - デビー・スタム - カロリン・ベンシンク - キンタ・ステーンベルヘン - フロールチェ・メイナース | - ミルテ・スホート - マレト・フロットヒュース - ラウラ・ダイケマ - ロンネケ・スローティエス - ロビン・デクライフ - アンネ・バイス - フェムケ・ストルテンボルフ - イフォン・ベリエン - セレステ・プラク - マリット・ヤスペル - ニカ・ダールデロップ - エリーネ・ティンメルマン - ジョリエン・クノレマ - ニコレ・ファンデフォッセ |